# 매그니피센트 세븐 (주식)
매그니피센트 세븐(Magnificent Seven) 또는 매그니피센트 7(Magnificent 7)은 2022년 10월 시장 최저치 이후 S&P 500의 나머지 주식들을 훨씬 능가하는 성장률을 보이는 미국의 주식 그룹을 칭하는 별명이다. 여기에는 알파벳, 아마존, 애플, 메타, 마이크로소프트, 엔비디아, 테슬라가 포함된다. 2024년 1월, 현재 이 그룹들은 S&P 500 시가총액의 29%를 차지하고 있다.
2023년에는 Magnificent Seven이 S&P 500의 24% 상승분 중 거의 3분의 2를 차지했다. 이 그룹은 107%의 수익률을 기록했으며 AI 붐 과 연준의 금리 인하 기대로 인해 큰 이익을 얻었다.
2024년 2월, Magnificent Seven의 시가총액이 13조 달러에 가까워지면서 Deutsche Bank는 Magnificent Seven의 시가총액을 합하면 세계에서 두 번째로 큰 국가 증권 거래소가 될 것이라고 언급했다. Deutsche는 또한 미국 이외의 G20 국가에서는 중국과 일본만이 상장 기업의 총 이익이 Magnificent Seven의 이익보다 크다고 지적했다.
일부 금융 분석가들은 이에 대한 우려를 표명하고 금융 시장의 집중 수준을 닷컴 버블 및 1929년 월스트리트 붕괴 와 비교했다. 다른 이들은 특히 자본이 인덱스 펀드 로 계속 유입됨에 따라 Magnificent Seven이 계속해서 성과를 낼 것이라고 믿고있다.

## 같이 보기
- 빅테크
- 멋진 50

## 참고자료
1. Russell, Karl; Rennison, Joe (2024년 1월 22일). “These Seven Tech Stocks Are Driving the Market”. 《The New York Times》. 2024년 2월 27일에 확인함.
2. Krauskopf, Lewis (2023년 12월 29일). “Can sizzling Magnificent Seven trade keep powering US stocks in 2024?”. 《Reuters》. 2024년 2월 27일에 확인함.
3. Smith, Elliot (2024년 2월 19일). “Magnificent 7 profits now exceed almost every country in the world. Should we be worried?”. 《CNBC》 (영어). 2024년 2월 28일에 확인함.
4. “The 'Magnificent Seven' tech stocks drive markets higher as AI mania grips investors”. 《Yahoo Finance》 (미국 영어). 2023년 5월 30일. 2024년 2월 28일에 확인함.
5. Cingari, Piero. “Magnificent 7 Eye $13-Trillion Market Cap: 'They Are Sucking All The Air Out Of The Universe,' Wall Street Veteran Says - Apple (NASDAQ:AAPL), Amazon.com (NASDAQ:AMZN)”. 《Benzinga》 (영어). 2024년 2월 28일에 확인함.

1. ↑  Russell, Karl; Rennison, Joe (2024년 1월 22일). “These Seven Tech Stocks Are Driving the Market”. 《The New York Times》. 2024년 2월 27일에 확인함.
2. 1 2  Krauskopf, Lewis (2023년 12월 29일). “Can sizzling Magnificent Seven trade keep powering US stocks in 2024?”. 《Reuters》. 2024년 2월 27일에 확인함.
3. 1 2 3  Smith, Elliot (2024년 2월 19일). “Magnificent 7 profits now exceed almost every country in the world. Should we be worried?”. 《CNBC》 (영어). 2024년 2월 28일에 확인함.
4. ↑  “The 'Magnificent Seven' tech stocks drive markets higher as AI mania grips investors”. 《Yahoo Finance》 (미국 영어). 2023년 5월 30일. 2024년 2월 28일에 확인함.
5. ↑  Cingari, Piero. “Magnificent 7 Eye $13-Trillion Market Cap: 'They Are Sucking All The Air Out Of The Universe,' Wall Street Veteran Says - Apple (NASDAQ:AAPL), Amazon.com (NASDAQ:AMZN)”. 《Benzinga》 (영어). 2024년 2월 28일에 확인함.